# Klub für Terrier
Der Klub für Terrier von 1894 (KfT) ist ein deutscher Hundezuchtverein. Er wurde 1894 in München als Klub für rauhaarige Terrier gegründet und war Gründungsmitglied des Kartells der stammbuchführenden Spezialklubs für Jagd- und Nutzhunde, dem Vorläufer des Verbandes für das Deutsche Hundewesen (VDH).  Seit 1951 hat der Klub seinen Sitz im hessischen Kelsterbach. Er hat nach eigenen Angaben etwa 10.000 Mitglieder. Vorstandsvorsitzende des Klubs sind Xaver Schmid und Ursula Anders. Der KfT ist Mitglied im VDH und damit mittelbar auch Mitglied der Fédération Cynologique Internationale (FCI).
Im Klub für Terrier gibt es zehn an den Postleitzahlenbezirken orientierte Regionalbereiche, die wiederum aus verschiedenen Ortsgruppen bestehen. Diese organisieren regelmäßige Hundeausstellungen, auf denen die 29 vom Klub betreuten Rassen ausgestellt werden.
Diese Rassen sind: Airedale Terrier, Australian Silky Terrier, Australian Terrier, Bedlington Terrier, Border Terrier, Boston Terrier, Brasilianischer Terrier, Cairn Terrier, Dandie Dinmont Terrier, English Toy Terrier, Glen of Imaal Terrier, Irish Soft Coated Wheaten Terrier, Irish Terrier, Jack Russell Terrier, Japanischer Terrier, Kerry Blue Terrier, Lakeland Terrier, Manchester Terrier, Norfolk Terrier, Norwich Terrier, Parson Russell Terrier, Russischer Schwarzer Terrier, Scottish Terrier, Sealyham Terrier, Skye Terrier, Cesky Terrier (Tschechischer Terrier), Welsh Terrier, West Highland White Terrier und Yorkshire Terrier.
Der KfT bietet auf seiner Website neben dem Kontakt zu Züchtern auch die Vermittlung von Welpen, Junghunden und Terriern in Not sowie ausführliche Rasseportraits der betreuten Rassen. Zudem können die jeweiligen Rassestandards der FCI eingesehen werden, nach denen der Klub züchtet.